# 羅日尼亞瓦區
48°39′46″N 20°32′2″E / 48.66278°N 20.53389°E

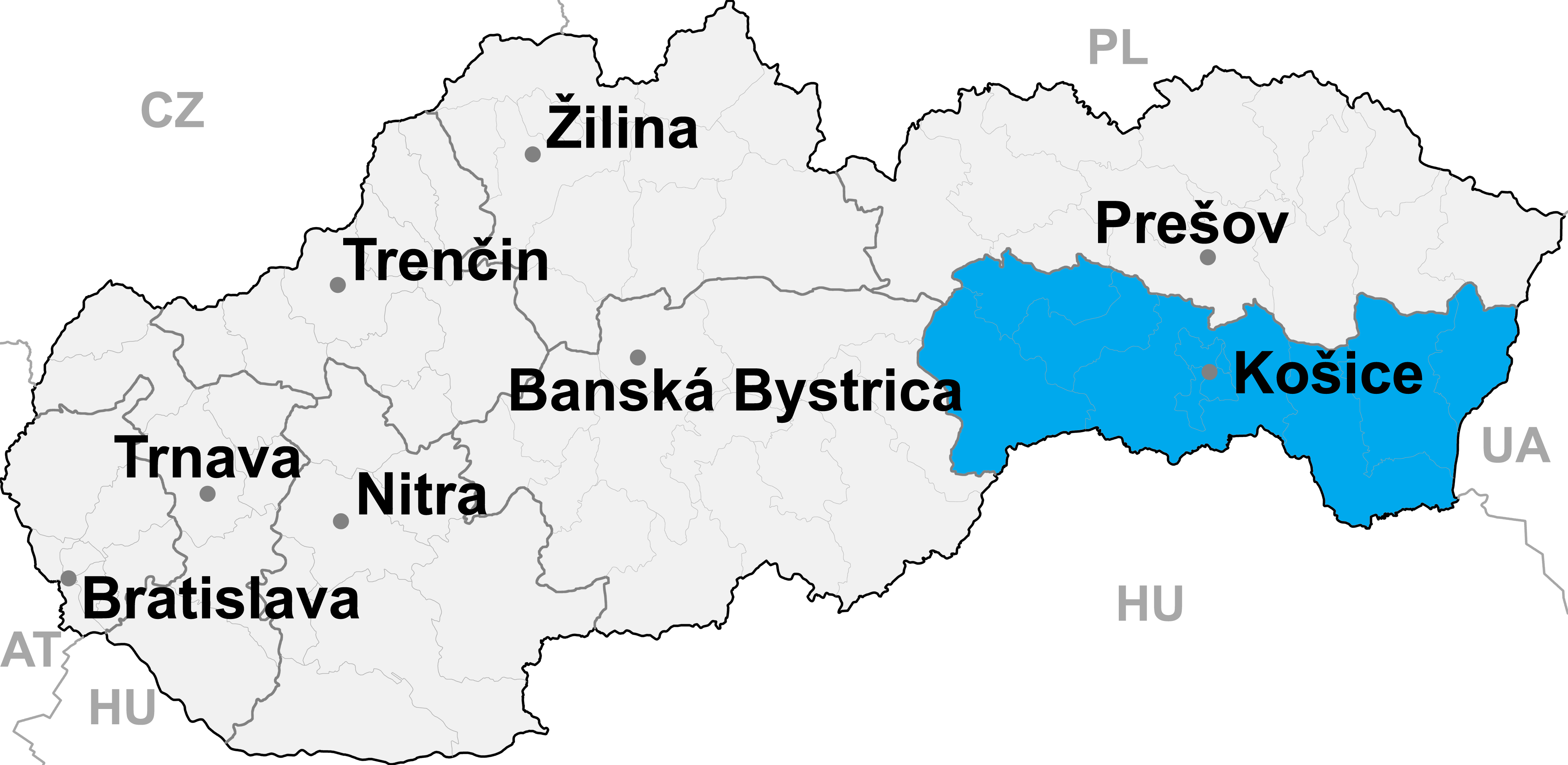

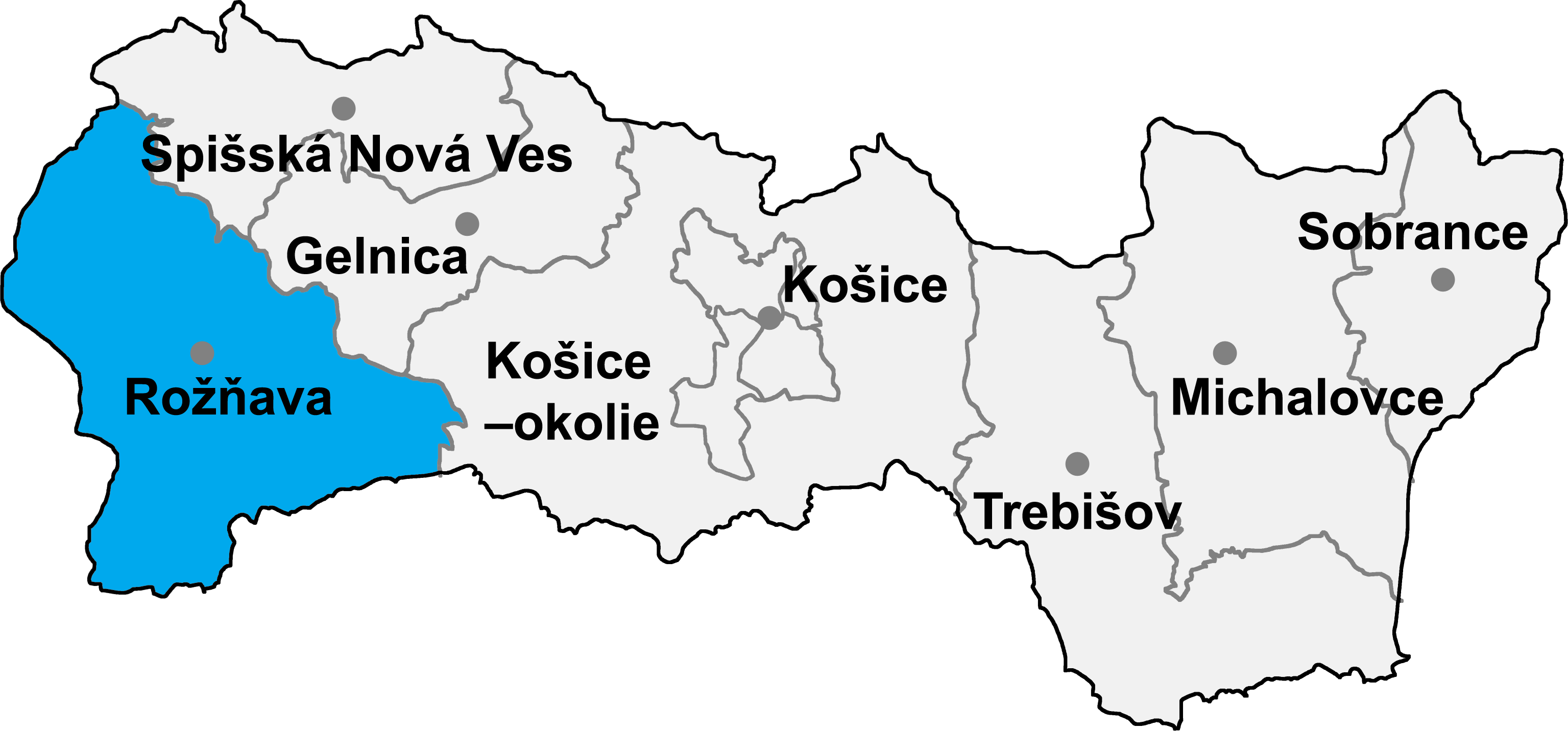

羅日尼亞瓦區，是斯洛伐克的一個區，位於該國東南部，由科希策州負責管轄，面積1,173平方公里，2001年該區人口61,887，人口密度每平方公里53人。